# 罗伯特·文丘里
小罗伯特·查尔斯·文丘里（英語：Robert Charles Venturi, Jr.，1925年6月25日—2018年9月18日），生於美國費城，美國建築家，1991年普立茲克獎得主。他是文丘里-斯考特·布朗公司的創辦人。配偶是建築師丹尼絲·斯科特·布朗。
他曾在大学时代就挑战密斯·凡德勒的「少就是多」（“less is more”）的原则，提出「少则厌烦」（“less is a bore”）的看法，主张用历史建築因素和美国的通俗文化来赋予现代建築以审美性和娱乐性，成為「後現代主義建築」的重要先驅。
罗伯特·文丘里於1964年為母親於費城建造了一座住宅（Vanna Venturi House），整個建築佈滿種種不同以往的奇特設計，住宅後來被認為是第一幢「後現代主義建築」。

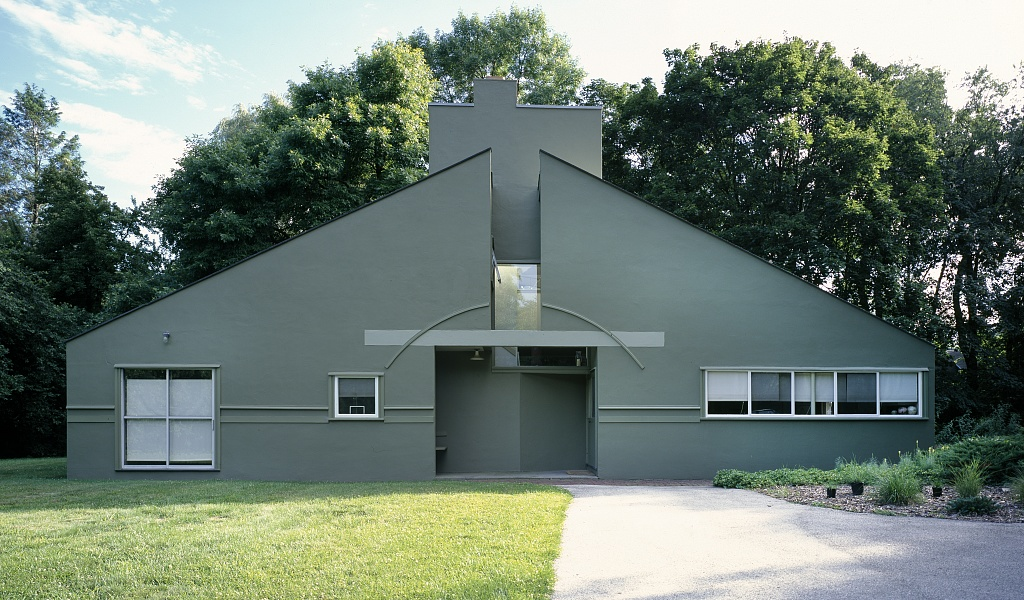
Vanna Venturi House

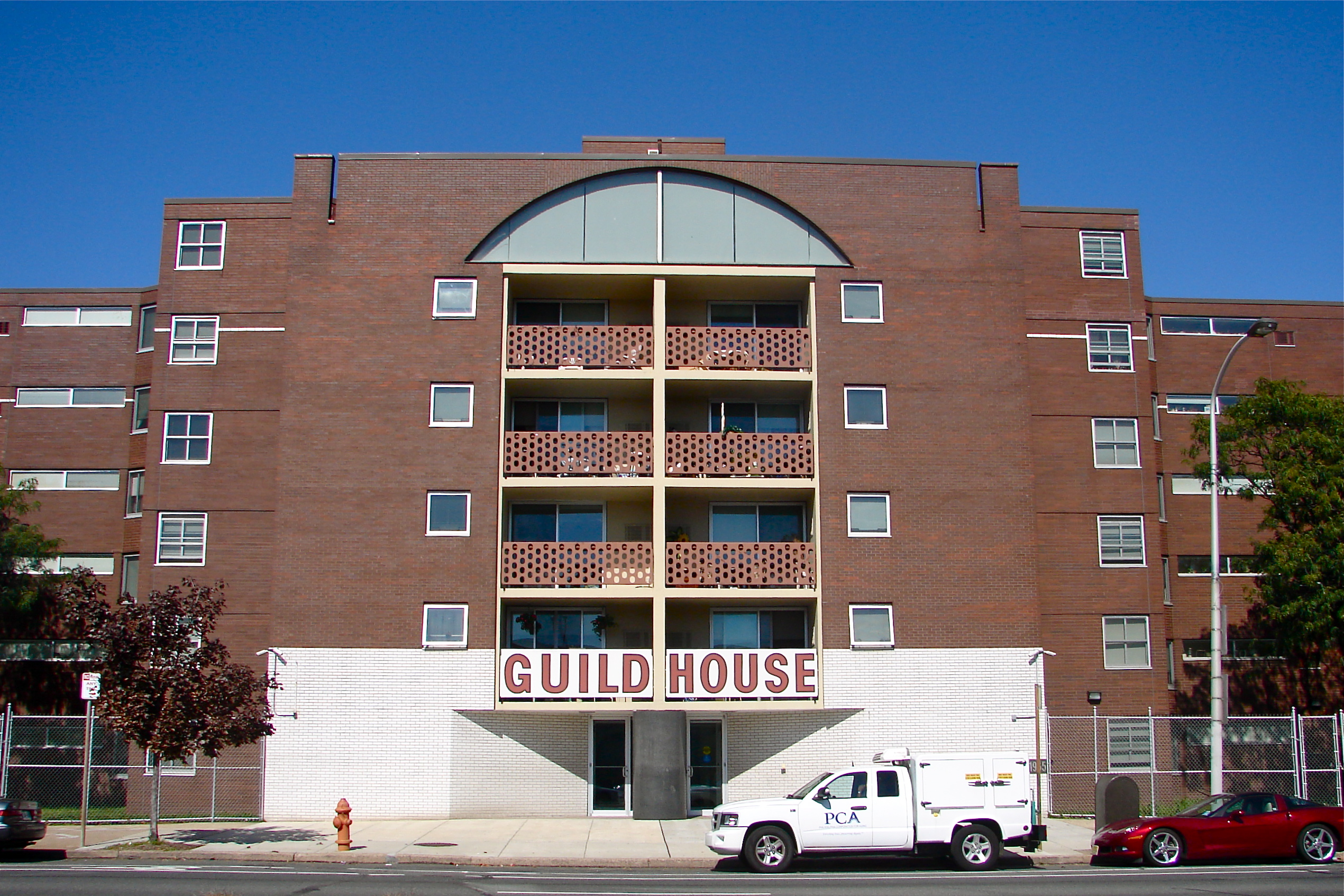
Venturi Guild House